# Autolib' (Paris)
Pour les articles homonymes, voir Autolib'.
Autolib’ était un service public d'autopartage de voitures électriques en libre-service disponible dans l'agglomération parisienne entre 2011 et 2018. La conception des Bluecar utilisées ainsi que l'exploitation du service ont été confiées au groupe Bolloré par le syndicat Autolib' et Vélib' Métropole (SAVM).
Le service Autolib' était assuré, en août 2017, au moyen de 3 907 véhicules répartis dans 1 100 stations couvrant 102 communes de l'agglomération parisienne.

## Historique

### Création
Promu par Yves Contassot dès 2003, le projet « automobiles en libre-service » (ALS) est relancé au début de 2008 par Bertrand Delanoë, quelques mois avant les élections municipales. Il est alors question, via une délégation de service public, de proposer à la location 2 000 véhicules (Bluecar ou Cleanova du groupe Dassault) sur une douzaine de sites, avec pour objectif que cela ne coûte « pas à un centime à la mairie de Paris. ». Cheffe de file de la droite aux élections municipales, Françoise de Panafieu propose un service équivalent qu'elle porte à 2 500 véhicules.
Dès l'origine, le service Autolib’ a été pensé à une échelle intercommunale, devant englober Paris et son agglomération. Ainsi, en 2008, le maire de Paris Bertrand Delanoë, qui avait promis aux citoyens ce nouveau service lors des élections de mars 2008, a proposé à 81 communes représentant le cœur dense de l'agglomération parisienne de participer au dispositif.
Afin de piloter le projet sur l'ensemble des communes intéressées, une structure intercommunale dédiée a été créée : le syndicat mixte Autolib’, devenu Autolib' Métropole en 2013. À sa création le 9 juillet 2009, le syndicat mixte était composé de 19 communes dont Paris. Autolib' Métropole est un syndicat mixte ouvert, regroupant des collectivités et des établissements publics. Il a pour unique compétence la mise en place du service public Autolib'.
En décembre 2009, après la rédaction du cahier des charges, un appel d'offres global a été lancé par le syndicat mixte afin de déterminer l'exploitant du service.
En février 2010, six candidatures ont été déposées : VTLIB' (Veolia Transport urbain), le groupement Avis-SNCF-RATP-Vinci Park, Bolloré, Interparking (société belge) et Extelia (Groupe La Poste) ; la candidature de la société ADA, société de location de véhicules, d'abord écartée, a finalement été retenue.
En mars 2010, le syndicat mixte a sélectionné quatre candidats en les invitant à déposer une offre complète, celle-ci devant être remise en juin 2010. Il s'agit de VTLIB' (Veolia Transport urbain), du groupement Avis-SNCF-RATP-Vinci Park, de Bolloré et d'ADA.
En juin 2010, il a été décidé après analyse des offres de retenir trois candidats pour entamer la phase de négociations. Il s'agit de VTLIB' (Veolia Transport urbain), du groupement Avis-SNCF-RATP-Vinci Park et de Bolloré.
Fin octobre 2010, le syndicat mixte a confirmé que des négociations exclusives pourraient être engagées avec Bolloré dont l'offre est considérée comme « la plus intéressante ».
En décembre 2010, le choix du syndicat mixte se porte sur l'offre du groupe Bolloré. Une mise en service partielle est annoncée pour octobre 2011 ; le système sera déployé progressivement jusqu'en mars 2012. Bolloré s'attend à avoir 200 000 abonnés au bout de trois à quatre ans environ, qui lui permettront d'équilibrer le contrat courant sur 12 ans ; 800 emplois seront créés en mars 2012 pour gérer 1 000 voitures dans 600 stations.

### Développement
En juin 2012, une équipe de 1 200 personnes gère 1 740 voitures et 1 100 stations. La montée en charge continue jusqu’à atteindre à3 000 véhicules.
En décembre 2014, après trois ans d'utilisation, le service s'étoffe de 250 voitures utilitaires afin de proposer, sous le nom d'Utilib', une nouvelle gamme de voitures électriques dont l'aménagement intérieur offre une contenance plus importante, du fait du retrait des sièges situés à l'arrière.
En juillet 2015, l'adhésion de sept communes permet de dépasser le chiffre symbolique des 80 communes, prévu au début du projet. De plus, l'adhésion de Marnes-la-Coquette et de Vaucresson fait que le département des Hauts-de-Seine devient le premier département d'Île-de-France (en dehors de Paris) à être desservi par ce service sur l'ensemble de son territoire en 2015. Ce mode d'autopartage se développe mieux à l'Ouest de Paris qu'à l'Est grâce l'extension du périmètre obtenu en octobre 2012 avec les adhésions successives de trois communes dans le Val-d'Oise et de quatre communes dans les Yvelines en comparaison de l’adhésion de deux communes en Essonne et le fait que la moitié des communes dans la Seine-Saint-Denis et un tiers des communes du Val-de-Marne font partie du syndicat.
En décembre 2015, l'adhésion de nouvelles communes oblige le service de se doter de 300 nouveaux véhicules pour arriver à 4 000 véhicules soit 1 000 de plus que le projet initial.
En 2016 à la suite de difficultés financières et de la fin du contrat qui lie l’entreprise JCDecaux à la Ville de Paris pour le service Vélib, le syndicat Autolib' Métropole se transforme pour devenir le syndicat Autolib' et Vélib' Métropole afin de promouvoir la libre location de vélo et de voiture en autopartage.

### Fin du service
Présenté comme ne devant pas solliciter d'aides publiques et apporter 56 millions d'euros de bénéfices par an, Autolib' se révélait fortement déficitaire dès 2017. En 2018, le groupe Bolloré annonce que le service public produisait 50 millions de pertes annuelles.
Le 15 juin 2018, Catherine Baratti-Elbaz, présidente du syndicat Autolib' et Vélib' Métropole, annonce vouloir proposer au comité syndical de résilier le contrat avec le groupe Bolloré.  Le 21 juin 2018, en raison de la dette considérable, le syndicat Autolib' et Vélib' Métropole a voté la résiliation anticipée du contrat. Le contrat prend fin le 31 juillet 2018 à 23 h 59. Courant juillet, plusieurs voitures avaient déjà été envoyées à la casse pour être éventuellement recyclées. Cependant, un millier de voitures est encore stocké trois ans après et plusieurs milliers d'autres sont revendues aux particuliers,,.

### Contentieux Bolloré - Syndicat Autolib' et Vélib' Métropole
Le 12 décembre 2023, le tribunal administratif de Paris rejette en première instance la requête de la société Autolib' (Bolloré) demandant réparation au syndicat Autolib' et Vélib' Métropole (SAVM), à hauteur de 235 millions d'euros, pour les pertes subies lors de la résiliation du contrat, estimant qu'il s'agit d'une délégation de service public dont le délégataire devait assumer les risques.
Le 21 février 2025, la Cour administrative d'appel de Paris accorde une indemnité de 66 millions d’euros à la société Autolib' (groupé Bolloré), qui réclamait une compensation financière bien supérieure de 233,7 millions d'euros. Selon le jugement, la société délégataire Autolib' aurait dû notifier le défaut d'intérêt économique du service au plus tard le 30 novembre 2013 ce qui aurait permis au SAVM de stopper l’exploitation fin 2013. Elle en déduit qu'Autolib' ne peut prétendre à l'indemnisation du déficit au-delà de l'année 2013.

### Remplacement et réutilisation des bornes
Depuis 2019, plusieurs offres ont succédé à Autolib :
- le partage « en trace directe » ou « freefloating » : les stations ne sont plus nécessaires avec cette formule ;
- le partage en boucle : l'utilisateur rend le véhicule à la station où il l'a emprunté.

Le groupe Bolloré est parti avec le logiciel d'exploitation des bornes. Toutefois, à partir du 2 décembre 2018, mille bornes de recharge Autolib' ont été remises en service par la Ville de Paris. Plusieurs formules d'abonnement sont proposées aux automobilistes. Les 2 800 bornes situées en banlieue restent inutilisées en 2019.

## Dispositif

### Véhicules

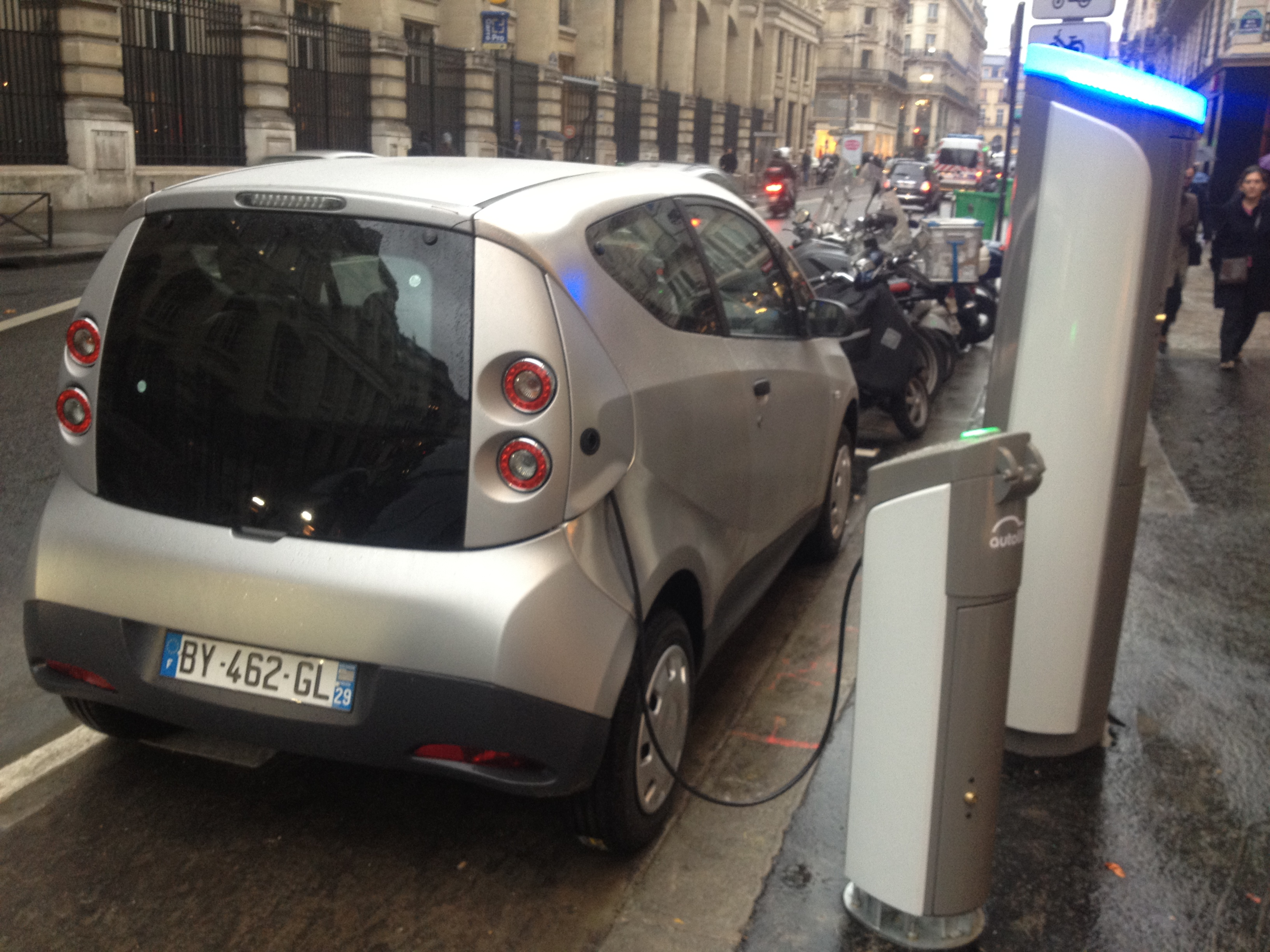
Bluecar en cours de chargement
rue Étienne-Marcel à Paris.

Le véhicule choisi pour Autolib’ est la Bluecar, une voiture électrique produite par la société italienne Cecomp. Il est équipé de batteries Lithium Métal Polymère fabriquées à Ergué-Gabéric (Bretagne) par Batscap, filiale du groupe Bolloré et de moteurs synchrones à aimants fabriqués à Angoulême par l’entreprise Leroy-Somer. L'autonomie annoncée est de 250 km en parcours urbain, pour une recharge moyenne effectuée en 4 heures[source insuffisante]. 
Le designer est l'italien Pininfarina, mais l'essentiel de la production est fait par la société Cecomp.
La Bluecar est un véhicule à trois portes et quatre places qui nécessite la possession d'un permis de conduire. La planche de bord est équipée d'un écran tactile spécifique, qui offre notamment à l'utilisateur le guidage GPS avec la possibilité de visualiser le nombre de places disponibles dans les stations Autolib’, de créer un itinéraire vers sa station d'arrivée et d'y réserver une place de stationnement.
Les deux autres candidats qui restaient en lice dans la phase finale de l'appel d'offres proposaient les véhicules suivants : VTLIB' (Veolia Transport urbain) la Peugeot iOn, et le groupement Avis-SNCF-RATP-Vinci Park la Smart Fortwo de Daimler.

### Stations

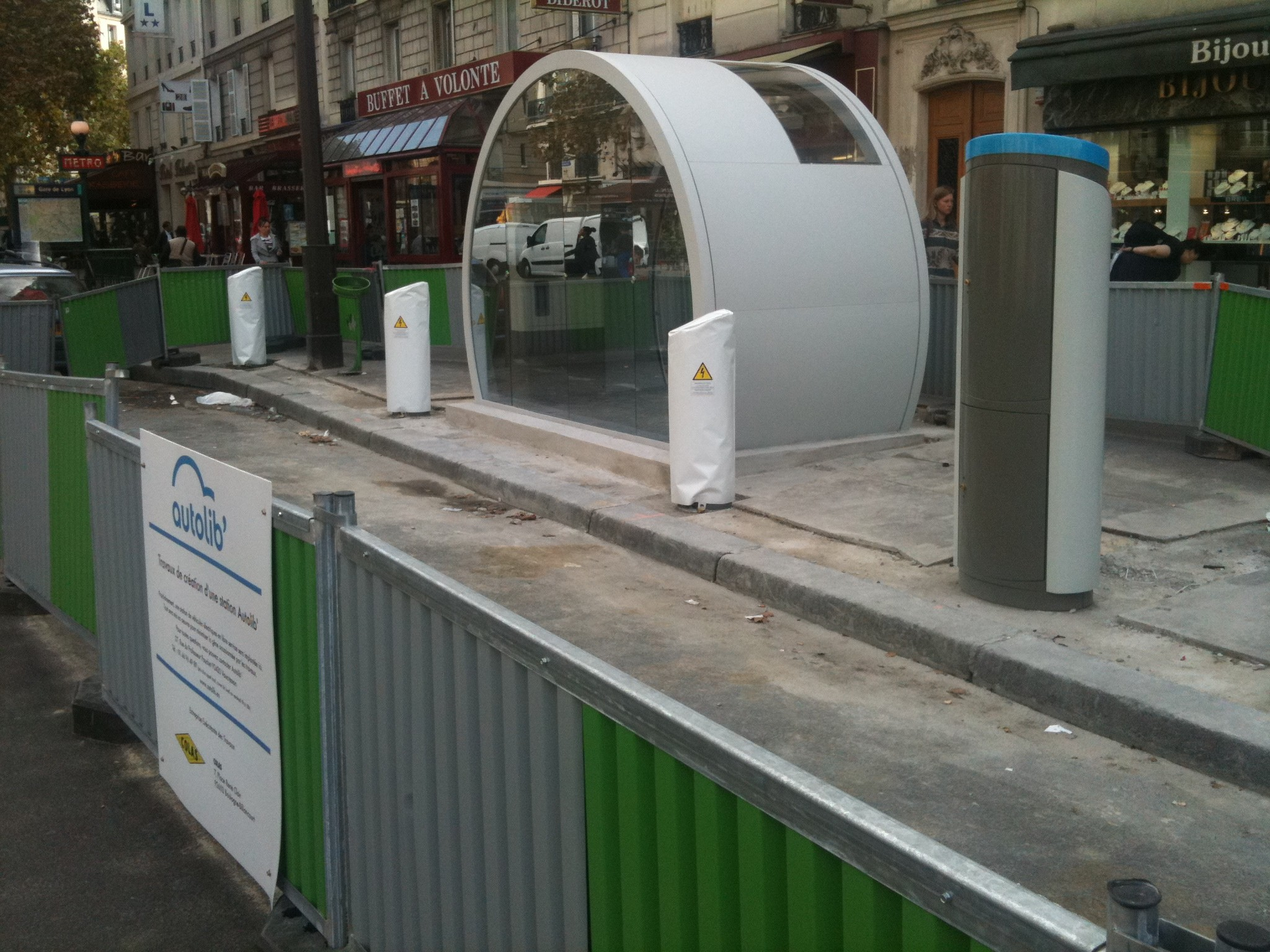
Station en cours d'installation sur le boulevard Diderot près de la gare de Lyon à Paris.

Les stations Autolib’ disposent de quatre à sept places de stationnement et autant de bornes de charge. Chaque station est dotée d'une borne interactive à écran tactile permettant notamment à l'utilisateur de s'identifier et de rechercher les véhicules les plus proches si la station est vide.
Certaines stations sont équipées d'un abri en verre situé sur le trottoir et sont alors appelées « Espaces Autolib’ ». Un agent du service devait à l'origine y être présent tous les jours de 8 h à 20 h, notamment pour accueillir le public, procéder à l'inscription au service et délivrer les badges d'abonnement. Au moins un « Espace Autolib’ » est installé par commune adhérente et, initialement, par arrondissement parisien. L'inspection du travail a depuis interdit la présence de personnel dans ces Espaces, ceux-ci étant jugés inadaptés pour y travailler dans des conditions décentes (pas de chauffage pendant l'hiver, pas de toilettes). Ces « Espaces Autolib’ » ne servent désormais que pour compléter un abonnement et scanner des papiers d'identité par vidéo-conférence.
L'arrivée d'Autolib’ s'accompagne de la mise en place d'un réseau dense de bornes de charge pour véhicules électriques sur voirie. Ainsi, 250 stations Autolib’ à Paris sont équipées d'une borne dédiée permettant la recharge simultanée d'un véhicule particulier et d'un deux-roues électriques, à condition de souscrire un abonnement Recharge spécifique. En novembre 2013, la Ville de Paris annonce qu'au moins 300 bornes dédiées supplémentaires seront déployées dans le prolongement des stations Autolib' parisiennes.
Environ 1 100 stations sont prévues, réparties sur l'ensemble du périmètre d'Autolib' Métropole (dont 700 stations à Paris). Ce nombre augmentera si de nouvelles communes adhèrent au dispositif Autolib’.

### Tarifs

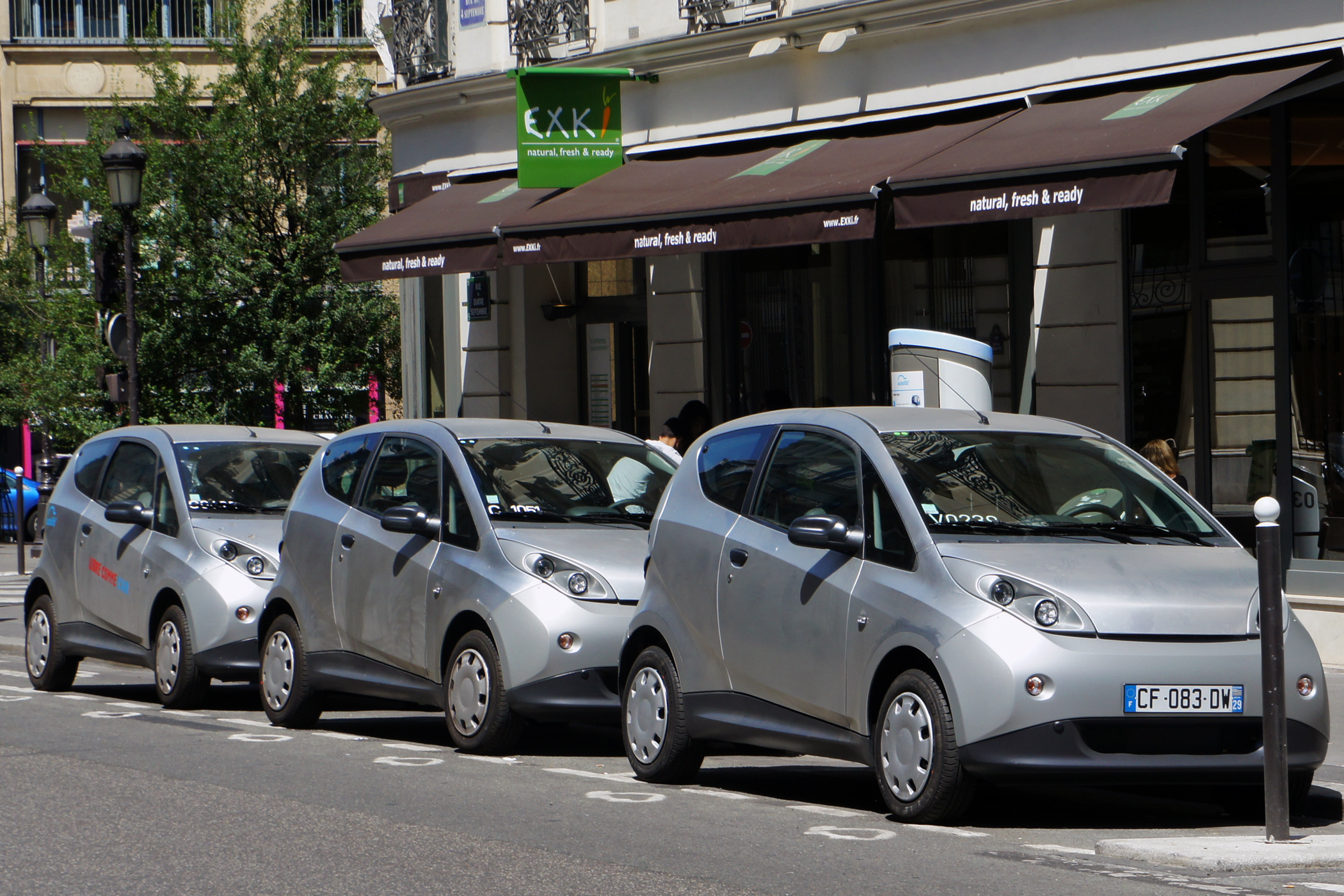
Bluecars en cours de chargement à une station de la rue du Quatre-Septembre à Paris.

Pour utiliser Autolib’, l'inscription est obligatoire. Elle s'effectue soit sur Internet, soit dans les « Espaces Autolib’ » après une éventuelle préinscription sur Internet.
Au 1er février 2017, l'offre change pour ne proposer que deux possibilités pour les particuliers, une offre « Autolib' 1 an » pour les utilisateurs quotidiens et une offre « Prêt à rouler » pour les utilisateurs occasionnels ; celle-ci remplace les offres Un jour, Une semaine et Un mois qui n'ont pas trouvé leurs publics. Le forfait partagé est modifié pour mieux correspondre aux attentes des professionnels[source insuffisante].
| Formule       | Abonnement | Coût à la minute (20 minutes indivisibles) |
| ------------- | ---------- | ------------------------------------------ |
| Autolib' 1 an | 120 €      | 0,23 €                                     |
| Prêt à rouler | 0 €        | 0,32 €                                     |

## Chiffres et coûts
Deux semaines après son lancement, Vincent Bolloré déclare qu'il y a plus de 6 000 abonnés à Autolib’,.
Selon le groupe Bolloré, en 2013, le service coûte 50 millions d'euros par an. Le groupe estimait en 2011, au lancement du projet, à 80 000 le nombre d'abonnements nécessaires pour que le service soit rentable. Fin 2013, il revendique environ 40 000 abonnés actifs, soit la moitié du nombre estimé nécessaire à la rentabilité du service, et espère atteindre les 60 000 abonnés en 2015 ; selon Autolib', au 15 avril 2013, le service compte 1 800 véhicules en circulation, 800 stations en Île-de-France, dont près de 300 en dehors de Paris, 4 800 bornes de charge en Île-de-France, 75 800 abonnements réalisés depuis le 5 décembre 2011, dont 30 100 abonnés 1 an, 700 emplois d'« ambassadeurs » Autolib' chargés de l'assistance en station ou depuis le centre opérationnel de Vaucresson (Hauts-de-Seine).
Au 30 mars 2015, le service comprend 3 239 véhicules en circulation pour 937 stations. Il y a eu 8 830 335 locations depuis l'ouverture pour en moyenne plus de 13 000 locations par jour pour ces derniers mois. Le nombre d'abonnés est de 78 648 dont 74 204 abonnés annuels.
Au 28 juin 2015, depuis l'ouverture, plus de 10 000 000 de locations ont été effectuées.
Au 24 janvier 2016, le nombre d'abonnés annuel atteint 100 422 pour l'utilisation de 3 732 véhicules répartis dans 1 060 stations. Au vu de l’augmentation des abonnés et du nombre de nouvelles communes adhérentes durant l'année 2015, une augmentation du nombre de véhicules est validée pour dépasser la barre de 4 000 véhicules.
Il est révélé en 2016 que l'utilisation du service baisse (5,8 millions contre 6,2 millions en 2015) malgré la hausse du nombre d'abonnés en raison d'une utilisation moins fréquente des véhicules, dont l'usage est concurrencé par le développement des VTC. Devant le fort déficit du syndicat d'exploitation, des communes intéressées pour rejoindre le service comme Viroflay et Bois d’Arcy y renoncent par crainte du risque financier.
En 2018, Autolib' compte près de 150 000 abonnés qui réalisent 11 000 trajets par jour. Ce chiffre est considéré comme faible et en deçà des attentes pour une capitale et sa périphérie. De surcroît, entre 2017 et 2018, le nombre de trajets a reculé de 16 % en un an. Conséquences : le prix d'usage a été multiplié par deux en douze mois. Autolib', qui était censé ne pas solliciter d'aides publiques et apporter 56 millions d'euros de bénéfices par an, engendre 50 millions de pertes annuelles.
Confronté à une « dette abyssale », le groupe Bolloré, le 25 mai 2018, réclame aux quatre-vingt-dix-huit communes desservies par le service près de 40 millions d’euros par an jusqu'au terme de la délégation de service public, en 2023. Une exigence qui correspond au contrat signé entre les collectivités et le groupe Bolloré, car le groupe de transport et de logistique n'est tenu de prendre en charge les pertes que jusqu'à un montant de 60 millions d'euros. Au-delà, les pertes sont portées par les communes.
Le groupe Bolloré avance que le déficit cumulé du service pourrait atteindre près de 293 millions d'euros en 2023, année de fin de la délégation et réclame la fermeture de 20 % des 1 100 stations Autolib' jugées non rentables afin de permettre de réduire les pertes. Cette position est à l'opposé de celle du syndicat mixte qui serait en faveur de mesures de relance de l'activité.
Après l'annonce par le Syndicat Autolib' Vélib' Métropole de sa volonté de résilier le contrat, le groupe Bolloré fait savoir que cette rupture de contrat coûterait au syndicat 150 millions, le transfert des 500 salariés d'Autolib', la reprise des véhicules et des bornes électriques à la valeur nette comptable, ainsi que le dédommagement des clients.
Marie Bolloré, directrice de la mobilité du groupe Bolloré, chiffre, quant à elle, à 250 millions d'euros le coût de ce retrait pour le groupe.
En 2017, la perte de la société Autolib' était de 20 millions d'euros pour 49 millions d'euros de chiffre d'affaires,.

## Controverses

### Diminution du nombre de véhicules particuliers
Selon la communication officielle d'Autolib', chaque véhicule Autolib’ remplacerait dix voitures.
Or, une étude confidentielle non dévoilée de la mairie de Paris, ferait état d'un échec de cet objectif. Pierre Mansat adjoint au maire de Paris explique, « 60 % des utilisateurs d’Autolib’ ne possèdent pas de voiture, et 40 % en possèdent une. Or, si un tiers de ces derniers se demandent s’ils ne vont pas revendre leur automobile, seuls 70% de ceux qui n’en possèdent pas se disent prêts à renoncer à l’achat. On est en deçà de l’objectif ».

### Caractère écologique
Le 26 juin 2014, prenant le contre-pied des publicités d'Autolib' et des déclarations des élus concernés, le jury de déontologie publicitaire (JDP), une instance de l'Autorité de régulation professionnelle de la publicité (ARPP), a donné raison à l'association Observatoire du nucléaire qui conteste le caractère écologique du système Autolib', en particulier parce que les batteries sont rechargées sur le réseau électrique ordinaire et donc à 75 % par de l'électricité nucléaire, accusée d'être polluante (production de déchets radioactifs, etc.). Néanmoins l’énergie nucléaire a l’avantage de n’émettre que très peu de dioxyde de carbone (CO2) et rend ainsi la voiture électrique alimentée par l’électricité française, concernant les gaz à effet de serre, 77 % moins polluante qu’une voiture classique selon la Fédération européenne pour le transport et l'environnement.

### Marque
En décembre 2009, Europcar attaque la ville de Paris en justice en lui reprochant un plagiat et une concurrence déloyale vis-à-vis de son abonnement « Autoliberté », un abonnement qui permet de disposer d'une voiture à la carte en France depuis 2001. En 2011, le Tribunal de grande instance déboute Europcar de sa demande. En juin 2012, la Cour d'appel de Paris rend un arrêt annulant le jugement du TGI. De ce fait, la Mairie de Paris a signé un accord avec Europcar pour conserver ce nom en contrepartie de quoi, durant trois ans, les campagnes d'Autolib' mentionneront le service Autoliberté. Cet accord a par la suite fait l'objet de recours de la part des autres loueurs de voiture.

### Qualité du service et propreté
La baisse d'utilisation d'Autolib' s'expliquerait notamment par le mauvais état des véhicules et leur saleté,, certains étant même parfois squattés par des personnes sans logis. Selon Avere (Association nationale pour le développement de la mobilité électrique), les incivilités n'auraient notamment pas été suffisamment prises en compte.